# Stelian Fuia
Stelian Fuia (n. 1 ianuarie 1968, Fundulea, Călărași) este un politician român.

## Educația
Stelian Fuia s-a născut în 1968. Între anii 1982-1986 a urmat „Liceul Agricol Fundulea” (azi „Liceul Tehnologic nr.1 Fundulea”), iar în 1993, a absolvit Universitatea de Științe Agricole și Medicină Veterinară din București. 
În perioada 1993-1999 a urmat studiile de doctorat în cadrul aceleiași universități cu specializarea Management și Marketing în Agricultură. 
Între anii 1998-1999 urmează diverse cursuri la universități americane: Harvard University (USA) - Strategic Marketing Management; Purdue University (USA) - Curs de specializare Management în Afaceri; Kellog University (USA) – Strategii de negocieri pentru manageri.
În anul 2005 a obținut Executive Master of Business Administration - Universități Preston, (USA). De asemenea a mai urmat diferite cursuri interne ale companiei Monsanto (USA): vânzări, marketing, managementul proiectelor precum și în afaceri cu semințe și biotehnologii.

## Cariera
Primul job l-a avut între anii 1993-1995 ca Specialist Marketing la compania germană Agrevo, biroul România. Au urmat apoi: 
Manager Vânzări - Monsanto Romania SRL (1995-1996); 
Business Development Manager pentru Europa Centrală și CIS (fostul URSS) - Monsanto Europe SA, Brussels, Belgia (1996-1999); 
Director Comercial – Monsanto Romania Ltd. (1999-2002); 
Director Executiv Procera Agrochemicals Romania (2002-2005);  
Director General SCDPMA Fundulea (2005-2007).

### Carieră poitică
Din 2007 devine deputat al PD-L în Parlamentul Romaniei. În 30 noiembrie 2008 câștigă cel de-al doilea mandat de deputat sub aceeași culoare politică. La data de 9 februarie 2012 a fost numit Ministru al Agriculturii și Dezvoltării Rurale.
La data de 23 aprilie 2014 a fost făcut public faptul că fostul Ministru al Agriculturii și Dezvoltării Rurale este urmărit penal încă din 8 ianuarie 2014 pentru abuz în serviciu.

## Condamnare penală
În iunie 2016, Stelian Fuia a fost condamnat definitiv la trei ani de închisoare cu executare pentru abuz în serviciu. Prejudiciul adus statului român și nerecuperat este de peste 1,6 milioane lei, echivalent a aproape 360.000 euro. În octombrie 2015, Stelian Fuia a fost condamnat la 4 ani de închisoare cu executare de Curtea de Apel București.